# Vittsjö sparbank
Vittsjö sparbank var en svensk sparbank för Vittsjö socken med kontor i Vittsjö.
Vittsjö sockens sparbank öppnade i Vittsjö skolhus den 2 november 1867.
1990 uppgick Vittsjö sparbank i Sparbanken Skåne. Kontoret i Vittsjö ingick sedermera i Swedbank Hässleholm/Osby som den 1 januari 2008 såldes till Kristianstads sparbank (senare Sparbanken 1826). Den 6 mars 2014 övertogs kontoret av Snapphanebygdens sparbank. I september 2023 meddelade banken att kontoret i Vittsjö skulle stängas i december 2023.

## Källhänvisningar
1. 1 2  ”Sparbanken 1826 185 år”. Arkiverad från originalet den 25 juni 2017. https://web.archive.org/web/20170625165540/https://www.sparbankenskane.se/idc/groups/public/@i/@8313/documents/financial/cid_1522780.pdf. Läst 25 juni 2017.
2. ↑  ”Sparbanksstiftelsen 1826”. Arkiverad från originalet den 19 augusti 2016. https://web.archive.org/web/20160819040246/https://www.sparbanksstiftelsen1826.se/stiftelsen/historik/index1,11.htm. Läst 25 juni 2017.
3. ↑  Sparbanken 1826 och Snapphanebygdens Sparbank fördjupar samarbetet, 20 december 2013, Sparbanken 1826 och Snapphanebygdens Sparbank
4. ↑  Sparbanken stänger kontoret i Vittsjö: ”Vi vill kunna finnas i 150 år till”, Norra Skåne, 20 september 2023